# Natação nos Jogos Olímpicos de Verão de 2016 - 400 m medley masculino

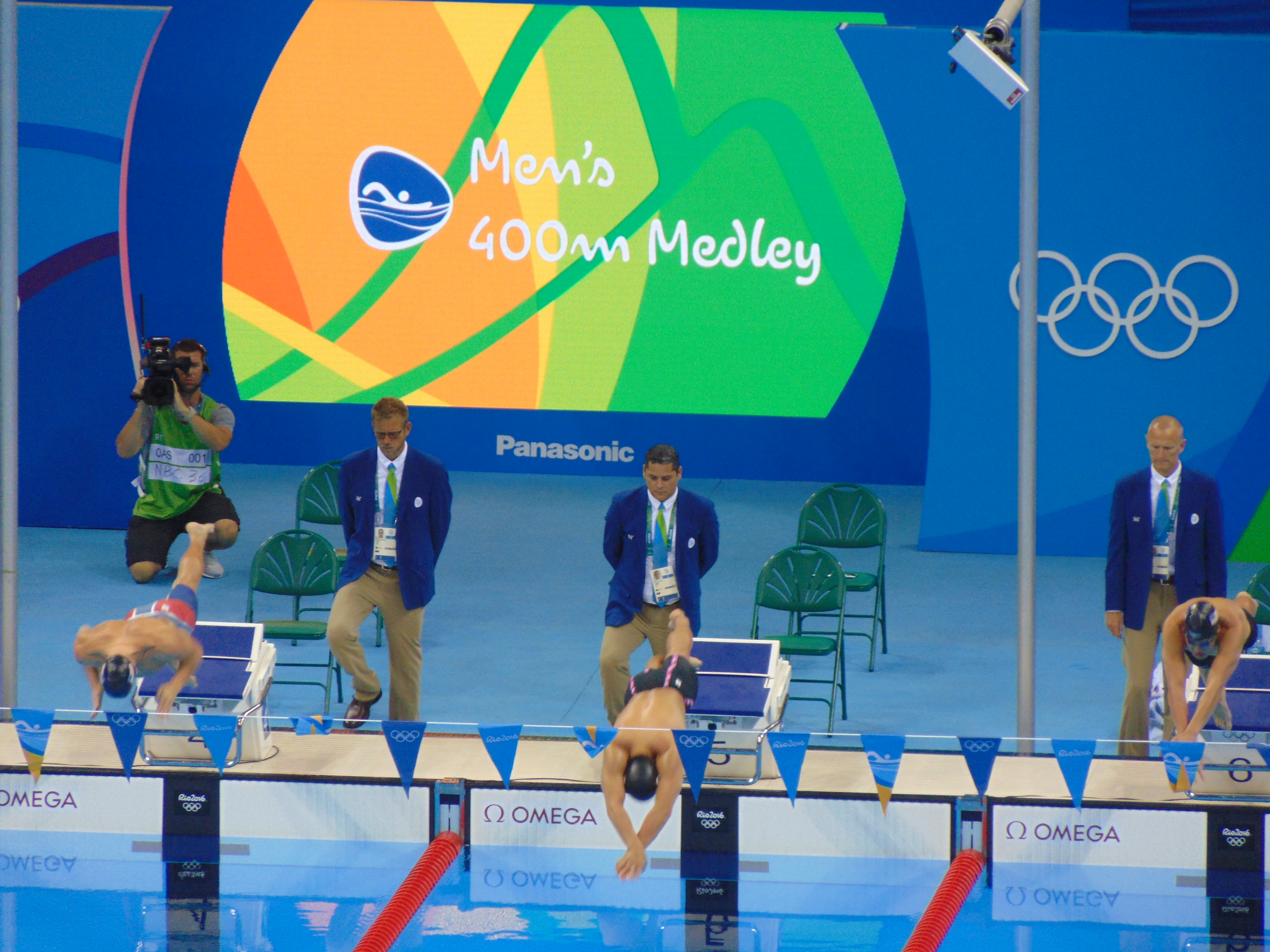
Largada para a final da prova

A competição dos 400 metros medley masculino da natação nos Jogos Olímpicos de Verão de 2016 foi disputada no dia 6 de agosto no Estádio Aquático Olímpico.

## Medalhistas
| Ouro   | JPN Kosuke Hagino |
| Prata  | USA Chase Kalisz  |
| Bronze | JPN Daiya Seto    |

## Recordes
Antes desta competição, os recordes mundiais e olímpicos da prova eram os seguintes:
| Tipo | Atleta         | Tempo   | Local  | Data                 |
| ---- | -------------- | ------- | ------ | -------------------- |
|      | Michael Phelps | 4:03.84 | Pequim | 10 de agosto de 2008 |
|      | Michael Phelps | 4:03.84 | Pequim | 10 de agosto de 2008 |

## Resultados

### Eliminatórias
| Pos. | Elim. | Raia | Nadador              | CON                 | Tempo   | Notas |
| ---- | ----- | ---- | -------------------- | ------------------- | ------- | ----- |
| 1    | 4     | 5    | Chase Kalisz         | USA Estados Unidos  | 4:08.12 | Q     |
| 2    | 4     | 4    | Daiya Seto           | JPN Japão           | 4:08.47 | Q     |
| 3    | 3     | 4    | Kosuke Hagino        | JPN Japão           | 4:10.00 | Q     |
| 4    | 4     | 3    | Jay Litherland       | USA Estados Unidos  | 4:11.10 | Q     |
| 5    | 3     | 6    | Max Litchfield       | GBR Grã-Bretanha    | 4:11.95 | Q     |
| 6    | 3     | 3    | Thomas Fraser-Holmes | AUS Austrália       | 4:12.51 | Q     |
| 7    | 2     | 4    | Travis Mahoney       | AUS Austrália       | 4:13.37 | Q     |
| 8    | 2     | 5    | Joan Lluís Pons      | ESP Espanha         | 4:13.55 | Q,    |
| 9    | 3     | 7    | Richard Nagy         | SVK Eslováquia      | 4:13.87 |       |
| 10   | 3     | 2    | Wang Shun            | CHN China           | 4:14.46 |       |
| 11   | 3     | 8    | Gergely Gyurta       | HUN Hungria         | 4:14.81 |       |
| 12   | 3     | 5    | Dávid Verrasztó      | HUN Hungria         | 4:15.04 |       |
| 13   | 2     | 8    | Jérémy Desplanches   | SUI Suíça           | 4:15.46 |       |
| 14   | 2     | 1    | Alexis Santos        | POR Portugal        | 4:15.84 |       |
| 15   | 4     | 7    | Brandonn Almeida     | BRA Brasil          | 4:17.25 |       |
| 16   | 4     | 1    | Luca Marin           | ITA Itália          | 4:17.88 |       |
| 17   | 2     | 3    | Michael Meyer        | RSA África do Sul   | 4:18.13 |       |
| 18   | 3     | 1    | Johannes Hintze      | GER Alemanha        | 4:18.25 |       |
| 19   | 2     | 6    | Gal Nevo             | ISR Israel          | 4:18.29 |       |
| 20   | 4     | 6    | Federico Turrini     | ITA Itália          | 4:18.39 |       |
| 21   | 4     | 8    | Sebastien Rousseau   | RSA África do Sul   | 4:18.72 |       |
| 22   | 1     | 4    | Christoph Meier      | LIE Liechtenstein   | 4:19.19 |       |
| 23   | 2     | 7    | Raphaël Stacchiotti  | LUX Luxemburgo      | 4:20.37 |       |
| 24   | 2     | 2    | Pavel Janeček        | CZE República Checa | 4:22.09 |       |
| 25   | 1     | 5    | Pedro Pinotes        | ANG Angola          | 4:25.84 |       |
| 26   | 1     | 3    | Luis Vega Torres     | CUB Cuba            | 4:27.27 |       |
| 27   | 4     | 2    | Jacob Heidtmann      | GER Alemanha        | 9:99.99 | DSQ   |

### Final
| Pos.              | Raia | Nadador              | CON                | Tempo   | Notas            |
| ----------------- | ---- | -------------------- | ------------------ | ------- | ---------------- |
| Medalha de ouro   | 3    | Kosuke Hagino        | JPN Japão          | 4:06.05 | Recorde asiático |
| Medalha de prata  | 4    | Chase Kalisz         | USA Estados Unidos | 4:06.75 |                  |
| Medalha de bronze | 5    | Daiya Seto           | JPN Japão          | 4:09.71 |                  |
| 4                 | 2    | Max Litchfield       | GBR Grã-Bretanha   | 4:11.62 |                  |
| 5                 | 6    | Jay Litherland       | USA Estados Unidos | 4:11.68 |                  |
| 6                 | 7    | Thomas Fraser-Holmes | AUS Austrália      | 4:11.90 |                  |
| 7                 | 1    | Travis Mahoney       | AUS Austrália      | 4:15.48 |                  |
| 8                 | 8    | Joan Lluís Pons      | ESP Espanha        | 4:16.58 |                  |

Legenda
| Recorde mundial      | Recorde mundial (World record)               |                       | Recorde africano                      | Recorde africano (African) |                                           | Q | Classificado por posição (Qualified) |
| Recorde olímpico     | Recorde olímpico (Olympic record)            | Recorde da América    | Recorde da América (Americas)         | q                          | Classificado por melhor tempo (Qualified) |   |                                      |
| Melhor marca do ano  | Melhor marca do ano (World leading)          | Recorde asiático      | Recorde asiático (Asian)              | DNS                        | Não largou (Did not start)                |   |                                      |
| Recorde nacional     | Recorde nacional (National record)           | Recorde europeu       | Recorde europeu (European)            | DNF                        | Não terminou (Did not finish)             |   |                                      |
| Recorde pessoal      | Recorde pessoal do atleta (Personal best)    | Recorde da Oceania    | Recorde da Oceania (Oceania)          | DSQ / DQ                   | Desclassificado (Disqualified)            |   |                                      |
| Recorde da temporada | Recorde da temporada do atleta (Season best) | Recorde sul-americano | Recorde sul-americano (South America) | NM                         | Sem marca (No mark)                       |   |                                      |